# Náměstí Krále Jiřího z Poděbrad (Cheb)
Náměstí Krále Jiřího z Poděbrad v Chebu je hlavní městské náměstí v západočeském městě Cheb na Karlovarsku. Nachází se zde řada historických pamětihodností, z nichž nejznámější je patrně Špalíček, skupina 11 měšťanských domů z gotického období.

## Podoba a poloha

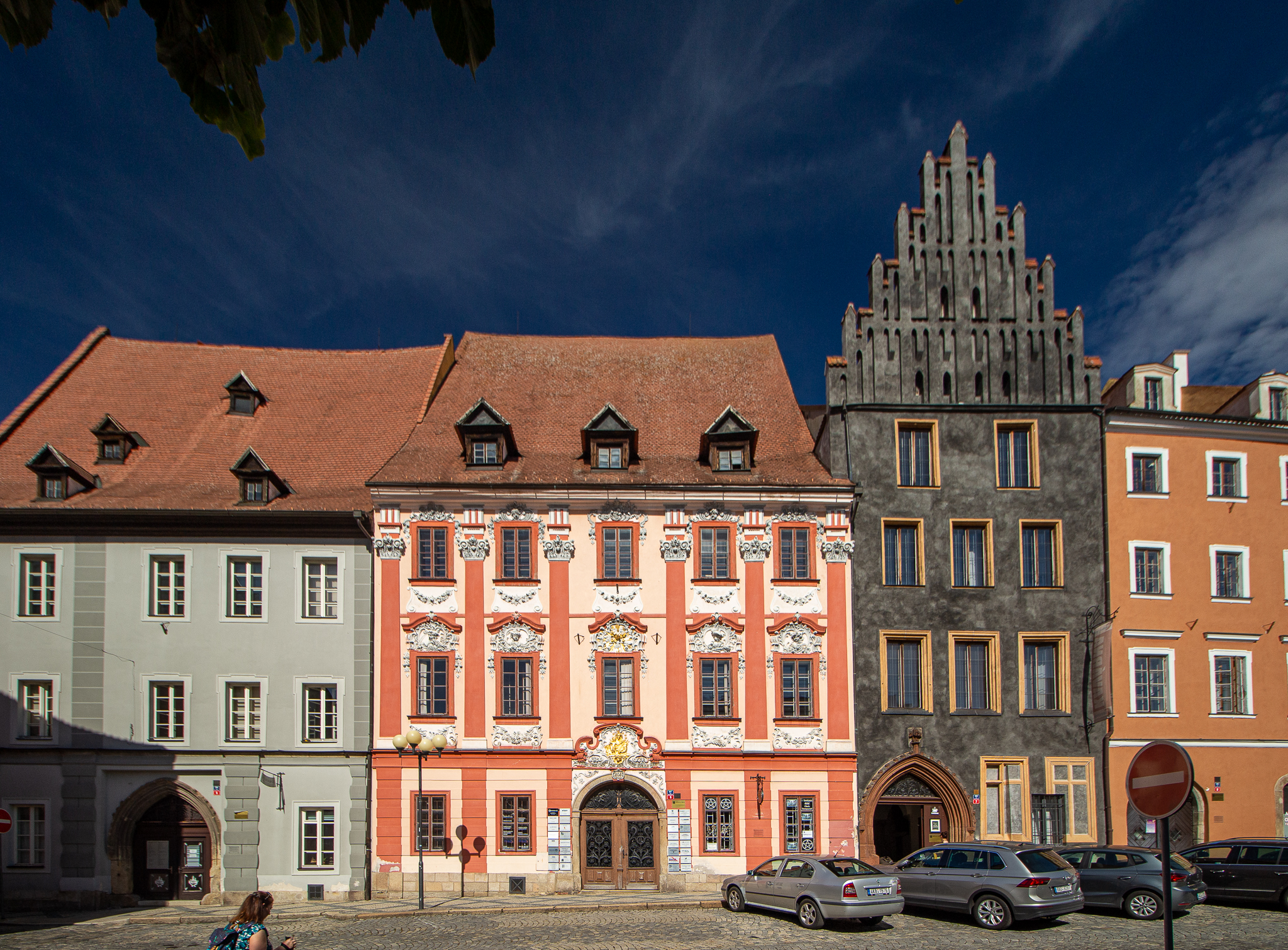
Historické domy Schirdingerův a Gablerův

Náměstí ve tvaru pravoúhlého trojúhelníku je orientováno přibližně severojižním směrem, jeho délka je přibližně 250 a šířka (v nejširším místě) 80 metrů. Na severní straně je ohraničen historickými domy (včetně Pachelbelova domu) a Špalíčkem.
Jižní konec náměstí symbolicky uzavírá Brána času.

## Historie
Náměstí je pojmenováno po králi Jiřím z Poděbrad, který zde na sjezdu v dubnu 1459 uzavřel smlouvu se saskými vévody a při té příležitosti vyjednal zásnuby své dcery Zdenky s Albrechtem, synem Fridricha II., a svého nejmladšího syna Hynka s Uršulou, dcerou kurfiřta Viléma III. Saského. Vilém Saský se za to zřekl nároků na český trůn, Jiří vyměnil česká léna v Sasku za některé hrady a města (např. Most, Duchcov a Osek), které dosud drželi saští vévodové.

## Významné objekty
- skupina historických domů ze 13. století Špalíček
- renesanční Herkulova kašna
- Pachelbelův dům, v němž byl zavražděn Albrecht z Valdštejna
- Muzeum Cheb
- socha David a Goliáš sochaře Jaroslava Róny
- historické domy Schirdingerův a Gablerův
- Stará a nová radnice s galerií výtvarného umění
- Retromuseum Cheb
- Rolandova kašna (Cheb)

### Pomníky
- Lavička Václava Havla
- pamětní deska krále Jiřího z Poděbrad
- pamětní deska zavraždění Albrechta z Valdštejna